# 히가시카쓰시카군

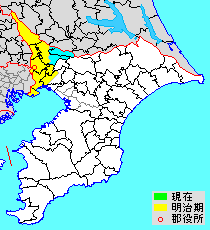
지바현 히가시카쓰시카군의 위치 (하늘색:나중에 다른 군에서 편입된 구역)

히가시카쓰시카군(東葛飾郡)은 일본 지바현에 있던 군이다.

## 군역
1878년 행정 구역으로 발족 당시의 군역은 대체로 아래 구역에 해당한다. (공유 수면 매립지는 제외)
- 이치카와시, 노다시, 나가레야마시, 우라야스시 전역
- 후나바시시의 일부
- 가시와시의 일부
- 가마가야시의 대부분
- 마쓰도시의 대부분
- 사이타마현 삿테시의 일부
- 이바라키현 반도시의 일부
- 이바라키현 사시마군 고카정의 일부
- 이바라키현 사시마군 사카이정의 일부

## 역사

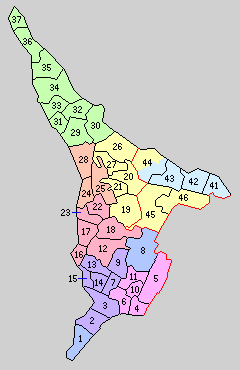
1.우라야스촌 2.미나미교토쿠촌 3.교토쿠정 4.후나바시정 5.야사카에촌 6.가쓰시카촌 7.나카야마촌 8.가마가야촌 9.오카시와촌 10.쓰카다촌 11.호덴촌 12.야하시라촌 13.고조촌 14.야와타정 15.이치카와정 16.마쓰도정 17.아키라촌 18.다카기촌 19.쓰치촌 20.지요다촌 21.도요시키촌 22.고가네정 23.마바시촌 24.나가레야마정 25.야기촌 26.다나카촌 27.도요후타촌 28.신카와촌 29.우메사토촌 30.후쿠다촌 31.노다정 32.아사히촌 33.나나후쿠촌 34.가와마촌 35.기마가세촌 36.후타카와촌 37.세키야도정 41.후사정 42.고호쿠촌 43.아비코정 44.도미세촌 45.가자하야촌 46.데가촌 (보라:이치카와시. 분홍:후나바시시 빨강:마쓰도시 등색:나가레야마시 노랑:가시와시 녹색:노다시 하늘색:아비코시 파랑:합병 없음)

- 1889년 4월 1일 - 정촌제 시행으로, 아래의 정촌이 발족.(9정 28촌)
  - 우라야스촌(浦安村): 현 우라야스시
  - 미나미교토쿠촌(南行徳村): 현 이치카와시
  - 교토쿠정(行徳町): 현 이치카와시
  - 후나바시정(船橋町): 현 후나바시시
  - 야사카에촌(八栄村): 현 후나바시시
  - 가쓰시카촌(葛飾村): 현 후나바시시
  - 나카야마촌(中山村): 현 이치카와시
  - 가마가야촌(鎌ケ谷村): 현 가마가야시
  - 오카시와촌(大柏村): 현 이치카와시
  - 쓰카다촌(塚田村): 현 후나바시시
  - 호덴촌(法典村): 현 후나바시시
  - 야하시라촌(八柱村): 현 마쓰도시
  - 고조촌(五常村): 현 이치카와시
  - 야와타정(八幡町): 현 이치카와시
  - 이치카와정(市川町): 현 이치카와시
  - 마쓰도정(松戸町): 현 마쓰도시
  - 아키라촌(明村): 현 마쓰도시
  - 다카기촌(高木村): 현 마쓰도시
  - 쓰치촌(土村): 현 가시와시
  - 지요다촌(千代田村): 현 가시와시
  - 도요시키촌(豊四季村): 현 가시와시
  - 고가네정(小金町): 현 마쓰도시
  - 마바시촌(馬橋村): 현 마쓰도시
  - 나가레야마정(流山町): 현 나가레야마시
  - 야기촌(八木村): 현 나가레야마시
  - 다나카촌(田中村): 현 가시와시
  - 도요후타촌(十余二村): 현 가시와시
  - 신카와촌(新川村): 현 나가레야마시
  - 우메사토촌(梅郷村): 현 노다시
  - 후쿠다촌(福田村): 현 노다시
  - 노다정(野田町): 현 노다시
  - 아사히촌(旭村): 현 노다시
  - 나나후쿠촌(七福村): 현 노다시
  - 가와마촌(川間村): 현 노다시
  - 기마가세촌(木間ヶ瀬村): 현 노다시, 사이타마현 반도시
  - 후타카와촌(二川村): 현 노다시, 이바라키현 반도시, 이바라키현 사시마군 사카이정
  - 세키야도정(関宿町): 현 노다시, 이바라키현 사시마군 고카정, 사이타마현 삿테시
- 1890년 5월 23일 - 고조촌이 개칭하여 고쿠분촌(国分村)이 됨.
- 1895년) - 세키야도정 중에서 곤겐도강 북쪽이 이바라키현 니시카쓰시카군 고카촌으로, 에도강 서쪽이 사이타마현 나카카쓰시카군 도요오카촌에 편입.
- 1897년 4월 1일 - 군제 시행으로, 히가시카쓰시카군·미나미소마군의 구역으로 새로이 히가시카쓰시카군이 발족. 후사정(布佐町), 고호쿠촌(湖北村), 아비코정(我孫子町), 도미세촌(富勢村), 가자하야촌(風早村), 데가촌(手賀村)이 히가시카쓰시카군 소속이 됨.(11정 32촌)
- 1899년 4월 1일
  - 가와마촌이 이바라키현 사시마군 나카가와촌의 일부를 편입.
  - 아비코정이 이바라키현 기타소마군 이나토이촌의 일부·도리데정의 일부를 편입. 아비코정의 일부가 도리데정에 편입.
  - 기마가세촌의 일부·후타카와촌의 일부가 이바라키현 사시마군 나가스촌에 편입.
  - 후타카와촌의 일부가 이바라키현 사시마군 모리토촌에 편입.
  - 후사정의 일부가 기타소마군 후카와정에 편입.
- 1909년 9월 1일 - 우라야스촌이 정제 시행으로 우라야스정(浦安町)이 됨.(12정 31촌)
- 1914년 10월 10일(12정 29촌)
  - 지요다촌·도요시키촌이 합병하여, 새로이 지요다촌이 발족.
  - 다나카촌·도요후타촌이 합병하여, 새로이 다나카촌이 발족.
- 1924년 8월 10일 - 나카야마촌이 정제 시행으로 나카야마정(中山町)이 됨.(13정 28촌)
- 1926년 9월 15일 - 지요다촌이 정제 시행과 개칭으로 가시와정(柏町)이 됨.(14정 27촌)
- 1931년 1월 1일 - 가쓰시카촌이 정제 시행으로 가쓰시카정(葛飾町)이 됨.(15정 26촌)
- 1933년 4월 1일 - 마쓰도정·아키라촌이 합병하여, 새로이 마쓰도정이 발족.(15정 25촌)
- 1934년 11월 3일 - 이치카와정·야와타정·나카야마정·고쿠분촌이 합병하여, 이치카와시(市川市)가 발족, 군에서 이탈.(12정 24촌)
- 1937년
  - 4월 1일 - 후나바시정·가쓰시카정·야사카에촌·호덴촌·쓰카다촌이 합병하여, 후나바시시(船橋市)가 발족, 군에서 이탈.(10정 21촌)
  - 4월 15일 - 미나미교토쿠촌이 정제 시행으로 미나미교토쿠정(南行徳町)이 됨.(11정 20촌)
- 1938년 4월 1일 - 야하시라촌이 마쓰도정에 편입.(11정 19촌)
- 1943년 4월 1일 - 마쓰도정·마바시촌·다카기촌이 합병하여, 마쓰도시(松戸市)가 발족, 군에서 이탈.(10정 17촌)
- 1949년 11월 3일 - 오카시와촌이 이치카와시에 편입.(10정 16촌)
- 1950년 5월 3일 - 노다정·아사히촌·우메사토촌·나나후쿠촌이 합병하여, 노다시(野田市)가 발족, 군에서 이탈.(9정 13촌)
- 1951년 4월 1일 - 나가레야마정·야기촌·신카와촌이 합병하여, 에도가와정(江戸川町)이 발족.(9정 11촌)
- 1952년 1월 1일 - 에도가와정이 개칭하여 나가레야마정(流山町)이 됨.
- 1954년
  - 9월 1일 - 다나카촌·가시와정·쓰치촌·고가네정이 합병하여, 도카쓰시(東葛市)가 발족, 군에서 이탈.(7정 9촌)
  - 10월 15일 - 구 고가네정의 대부분이 도카쓰시에서 마쓰도시로 이관.
  - 11월 1일 - 도미세촌이 분할되어, 일부가 아비코정으로, 잔여부가 도카쓰시로 각각 편입.(7정 8촌)
  - 11월 15일 - 도카쓰시가 가시와시(柏市)로 개칭.
- 1955년
  - 3월 30일 - 가자하야촌·데가촌이 합병하여, 쇼난촌(沼南村)이 발족.(7정 7촌)
  - 3월 31일 - 교토쿠정이 이치카와시에 편입.(6정 7촌)
  - 4월 29일 - 아비코정·고호쿠촌·후사정이 합병하여, 아비코정이 발족.(5정 6촌)
  - 7월 20일 - 기마가세촌·후타카와촌·세키야도정이 합병하여, 새로이 세키야도정이 발족.(5정 4촌)
- 1956년 10월 1일 - 미나미교토쿠정이 이치카와시에 편입.(4정 4촌)
- 1957년 4월 1일 - 가와마촌·후쿠다촌이 노다시에 편입.(4정 2촌)
- 1958년 8월 1일 - 가마가야촌이 정제 시행으로 가마가야정(鎌ケ谷町)이 됨.(5정 1촌)
- 1964년 2월 1일 - 쇼난촌이 정제 시행으로 쇼난정(沼南町)이 됨.(6정)
- 1967년 1월 1일 - 나가레야마정이 시제 시행으로 나가레야마시(流山市)가 되어, 군에서 이탈.(5정)
- 1970년 7월 1일 - 아비코정이 시제 시행으로 아비코시(我孫子市)가 되어, 군에서 이탈.(4정)
- 1971년 9월 1일 - 가마가야정이 시제 시행으로 가마가야시(鎌ケ谷市)가 되어, 군에서 이탈.(3정)
- 1981년 4월 1일 - 우라야스정이 시제 시행으로 우라야스시(浦安市)가 되어, 군에서 이탈.(2정)
- 2003년 6월 6일 - 세키야도정이 노다시에 편입.(1정)
- 2005년 3월 28일 - 쇼난정이 가시와시에 편입. 이날 히가시카쓰시카군은 폐지됨.

## 참고 문헌
- 가도카와 일본 지명 대사전 편집위원회, 편집. (1984년 3월 1일). 《가도카와 일본 지명 대사전》. 12 지바현. 가도카와 쇼텐. ISBN 4040011201.

## 같이 보기
- 가쓰시카군
- 니시카쓰시카군
- 미나미카쓰시카군
- 기타카쓰시카군
- 나카카쓰시카군